# Лима, Ник
Николас Лима (англ. Nicholas Lima; 17 ноября 1994, Кастро-Валли, Калифорния, США) — американский футболист, правый защитник клуба «Нью-Инглэнд Революшн» и сборной США.

## Биография

### Молодёжная карьера
Между 2013 и 2016 годами Лима учился в Калифорнийском университете в Беркли, где выступал за университетскую команду в Национальной ассоциации студенческого спорта. В 2015 и 2016 годах он также играл за клуб «Берлингейм Дрэгонз» в Premier Development League, четвёртом дивизионе.

### Клубная карьера
21 декабря 2016 года Лима был подписан клубом «Сан-Хосе Эртквейкс» в качестве доморощенного игрока. Дебютировал в MLS 4 марта 2017 года в матче первого тура сезона против «Монреаль Импакт», в котором вышел в стартовом составе. За свои действия в дебютном матче он получил высокую оценку, войдя в символическую сборную тура, составленную журналистами сайта MLS. В следующем матче, 11 марта против «Ванкувер Уайткэпс», забил свой первый гол в лиге. 26 июня 2018 года Лима подписал с «Сан-Хосе Эртквейкс» новый многолетний контракт.
13 декабря 2020 года Лима был продан в клуб-новичок MLS «Остин» за $500 тыс. в общих распределительных средствах. 17 апреля 2021 года сыграл в матче стартового тура сезона против «Лос-Анджелеса», ставшем для «Остина» дебютом в MLS. 1 июля 2023 года в матче против «Интер Майами» забил свой первый гол за «Остин».
11 декабря 2023 года Лима был продан в «Нью-Инглэнд Революшн» за гарантированные $275 тыс. и условные $25 тыс. в общих распределительных средствах. За «Революшн» дебютировал 21 февраля 2024 года в матче Кубка чемпионов КОНКАКАФ против панамского клуба «Индепендьенте».

### Международная карьера
8 января 2018 года Лима получил вызов в тренировочный лагерь сборной США в преддверии товарищеского матча со сборной Боснии и Герцеговины, однако во встрече, состоявшейся 28 января, остался на скамейке запасных. 20 декабря 2018 года Лима был вновь вызван в традиционный январский тренировочный лагерь сборной США, завершавшийся товарищескими матчами со сборными Панамы и Коста-Рики. Во встрече с Панамой, состоявшейся 27 января 2019 года, он вышел в стартовом составе США, отметив дебют за сборную голевой передачей, и был назван игроком матча.
Лима был включён в состав сборной США на Золотой кубок КОНКАКАФ 2019.

## Статистика выступлений

### Клубная статистика
| Выступление          | Выступление      | Выступление      | Лига | Лига | Плей-офф | Плей-офф | Кубок | Кубок | Континент | Континент | Итого | Итого |
| Клуб                 | Лига             | Сезон            | Игры | Голы | Игры     | Голы     | Игры  | Голы  | Игры      | Голы      | Игры  | Голы  |
| -------------------- | ---------------- | ---------------- | ---- | ---- | -------- | -------- | ----- | ----- | --------- | --------- | ----- | ----- |
| Сан-Хосе Эртквейкс   | MLS              | 2017             | 22   | 2    | 0        | 0        | 4     | 0     | —         | —         | 26    | 2     |
| Сан-Хосе Эртквейкс   | MLS              | 2018             | 34   | 2    | —        | —        | 0     | 0     | —         | —         | 34    | 2     |
| Сан-Хосе Эртквейкс   | MLS              | 2019             | 24   | 1    | —        | —        | 0     | 0     | —         | —         | 24    | 1     |
| Сан-Хосе Эртквейкс   | MLS              | 2020             | 20   | 2    | 3        | 0        | —     | —     | —         | —         | 23    | 2     |
| Сан-Хосе Эртквейкс   | Итого            | Итого            | 100  | 7    | 3        | 0        | 4     | 0     | —         | —         | 107   | 7     |
| Остин                | MLS              | 2021             | 28   | 0    | —        | —        | —     | —     | —         | —         | 28    | 0     |
| Остин                | MLS              | 2022             | 34   | 0    | 3        | 0        | 0     | 0     | —         | —         | 37    | 0     |
| Остин                | MLS              | 2023             | 33   | 1    | —        | —        | 2     | 0     | 4         | 0         | 39    | 1     |
| Остин                | Итого            | Итого            | 95   | 1    | 3        | 0        | 2     | 0     | 4         | 0         | 104   | 1     |
| Нью-Инглэнд Революшн | MLS              | 2024             | 1    | 0    | —        | —        | —     | —     | 2         | 0         | 3     | 0     |
| Всего за карьеру     | Всего за карьеру | Всего за карьеру | 196  | 8    | 6        | 0        | 6     | 0     | 6         | 0         | 214   | 8     |

### Международная статистика
| Команда | Год   | Игры | Голы |
| ------- | ----- | ---- | ---- |
| США     |       |      |      |
| 2019    | 9     | 0    |      |
| Всего   | Всего | 9    | 0    |